# 岐阜県道98号宮萩原線
岐阜県道98号宮萩原線（ぎふけんどう98ごう みやはぎわらせん）は、岐阜県高山市一之宮町から岐阜県下呂市萩原町上呂に至る県道（主要地方道）である。

## 概要

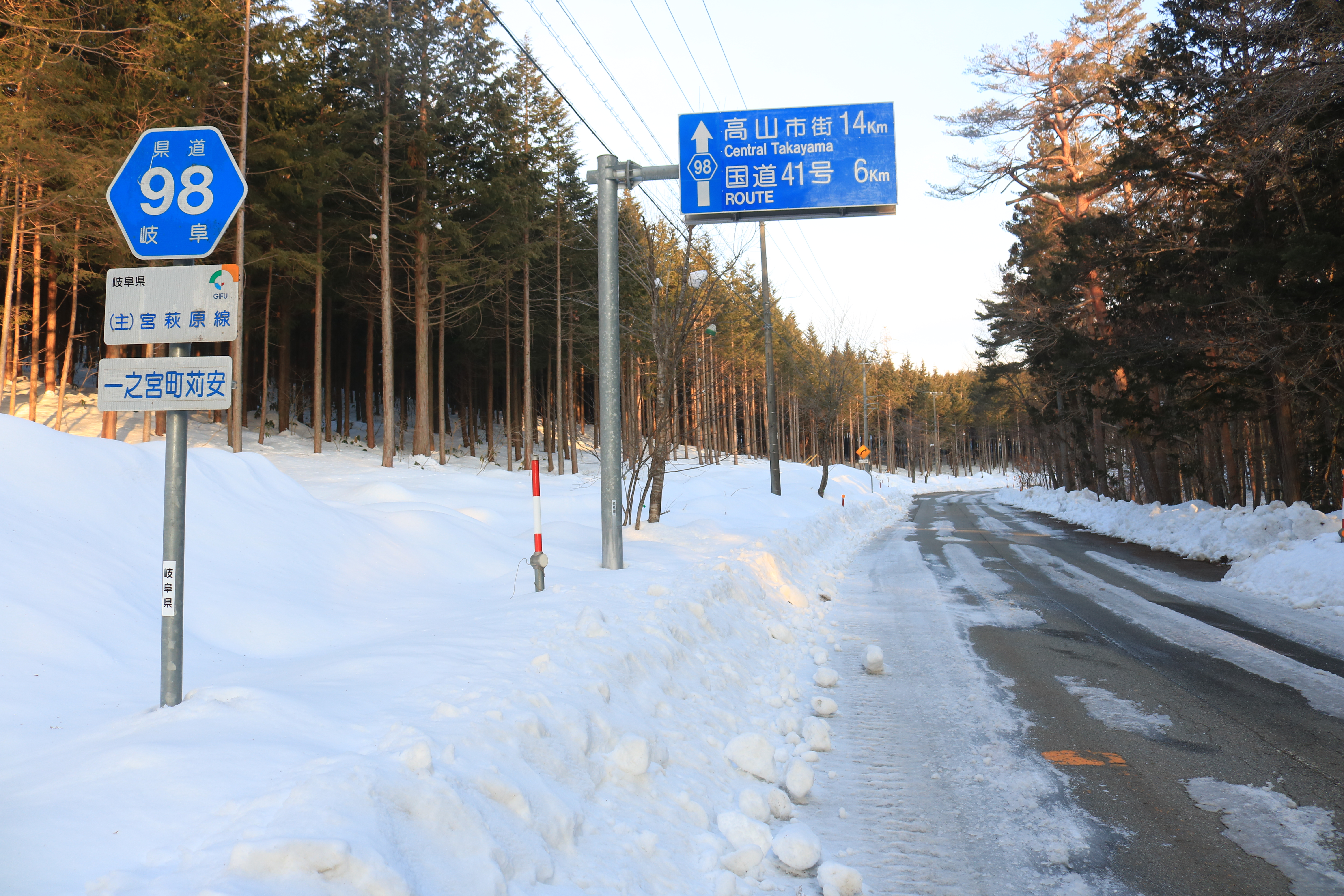
岐阜県道98号宮萩原線、高山市一之宮町にて

高山市一之宮町の国道41号が起点。苅安峠を越え無数河川に沿って進む。峠付近に道の駅モンデウス飛騨位山がある。位山峠を越えて山之口川（木曽川水系飛騨川支流）に沿って山を下る。位山峠付近は大変狭隘で大型車は通行できない。下呂市萩原町尾崎で岐阜県道88号下呂小坂線に接続し、しばらく重複している。重複区間は飛騨川右岸に沿っている。JR高山本線上呂駅の前にある飛騨川に架かる浅水大橋を渡る。渡ったすぐの下呂市萩原町上呂、国道41号交点が終点。

### 路線データ
- 始点：岐阜県高山市一之宮町（一之宮交差点、国道41号交点）
- 終点：岐阜県下呂市萩原町上呂（上呂交差点、国道41号交点）
- 総延長：約26.49 km

## 歴史
- 1960年（昭和35年）2月5日 - 岐阜県が認定。
- 1993年（平成5年）5月11日 - 建設省（現・国土交通省）から、一般県道宮萩原線が宮萩原線として主要地方道に指定される[1]。
- 1994年（平成6年）4月1日 - 岐阜県が県道番号を454から98へ変更。

## 路線状況

### 重複区間

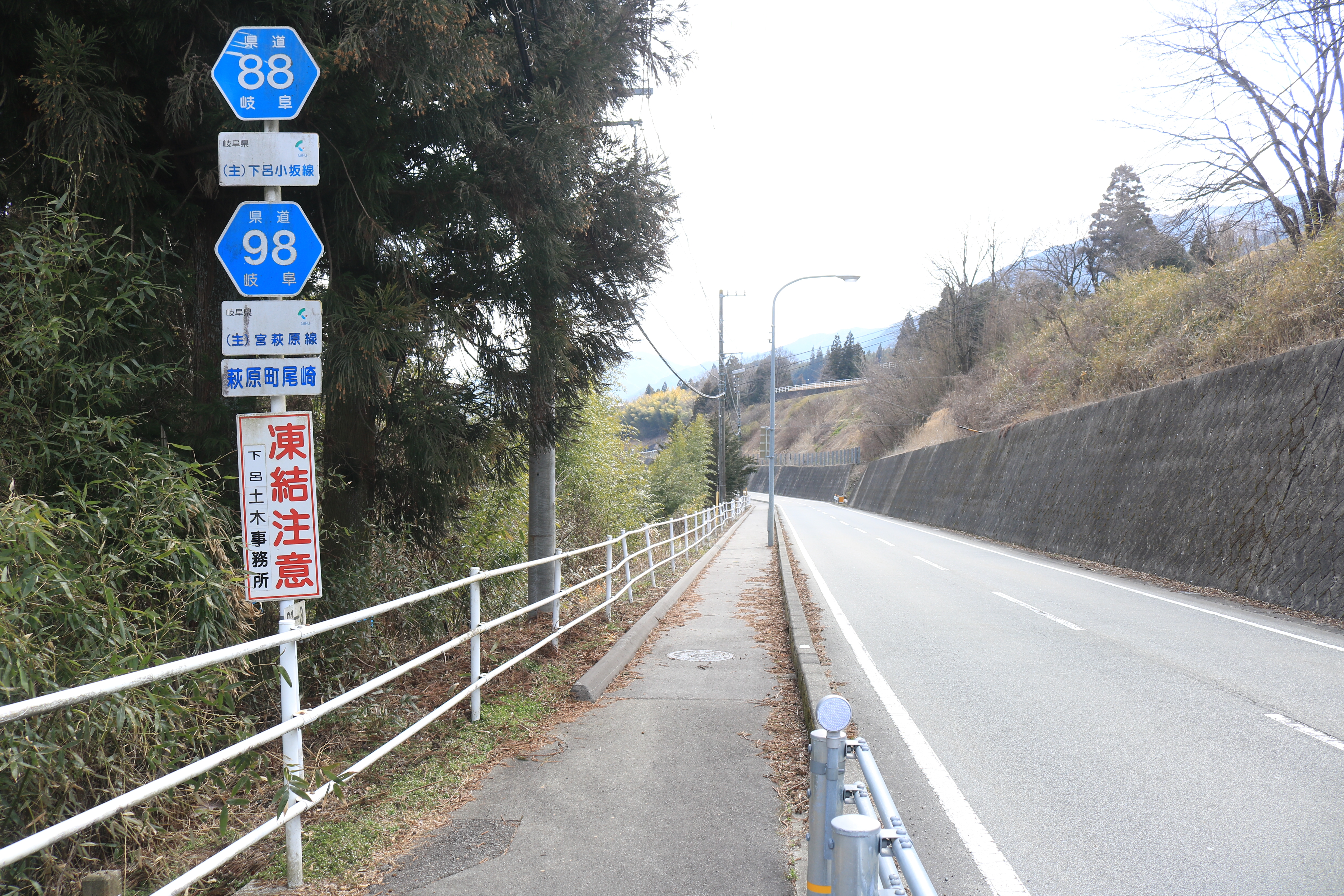
岐阜県道88号下呂小坂線との重複区間、下呂市萩原町尾崎にて

- 岐阜県道88号下呂小坂線（下呂市萩原町尾崎）

### 道の駅
- 道の駅モンデウス飛騨位山

## 地理
- 苅安峠
- あららぎ湖
- 位山峠

### 通過する自治体
- 高山市
- 下呂市

### 交差する道路

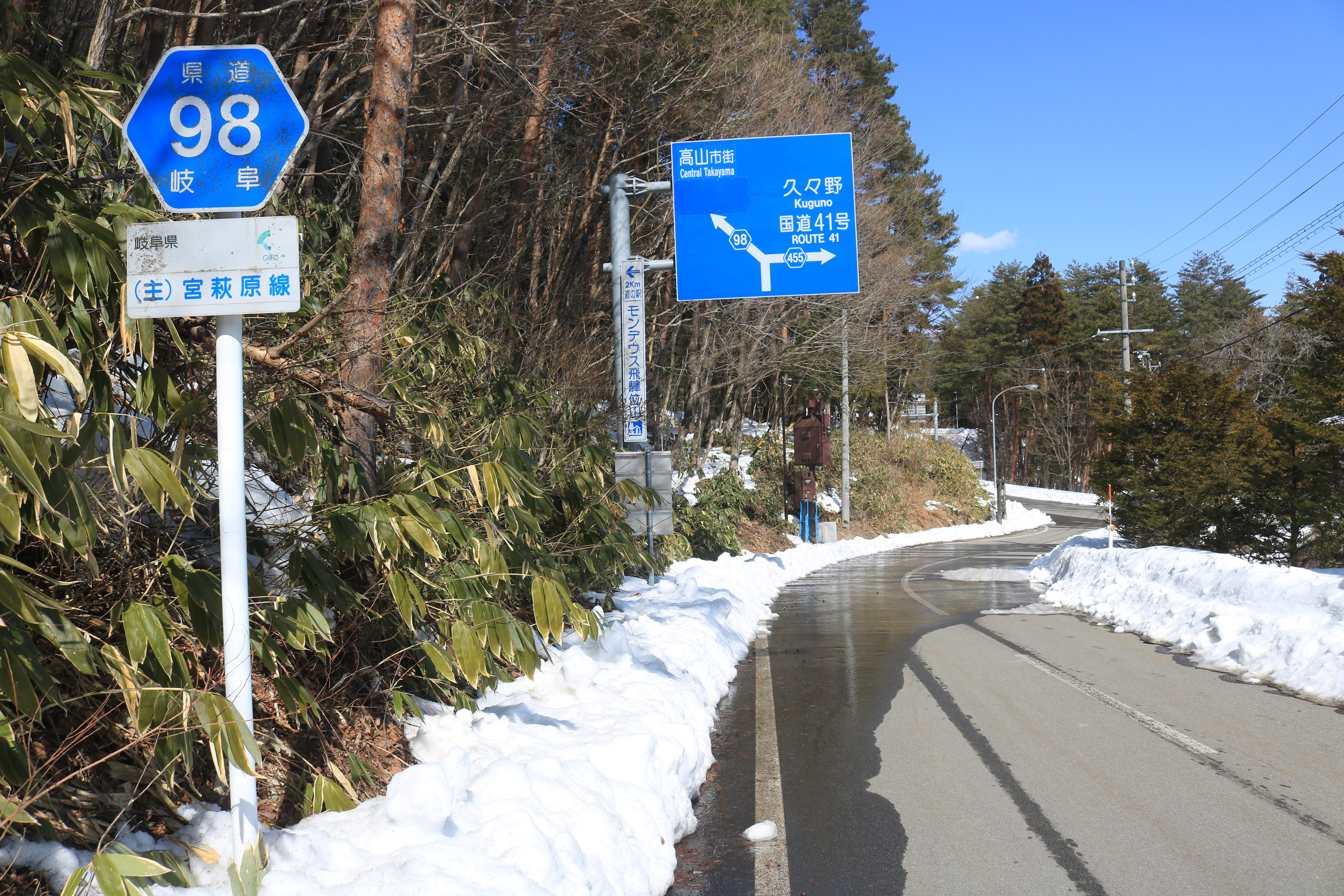
岐阜県道455号段久々野線の接続部、高山市一之宮町にて

- 国道41号（高山市一之宮町・一之宮交差点、起点）
- 岐阜県道453号宮清見線（高山市一之宮町）
- 岐阜県道455号段久々野線（高山市一之宮町）
- 岐阜県道88号下呂小坂線（下呂市萩原町尾崎）
- 岐阜県道88号下呂小坂線（下呂市萩原町尾崎）
- 国道41号（下呂市萩原町上呂・上呂交差点、終点）

### 沿線にある施設など
- JR高山本線 飛騨一ノ宮駅
- 高山市一之宮支所
- 飛騨位山文化交流館
- 高山市立宮小学校
- 高山市立宮中学校
- 道の駅モンデウス飛騨位山(冬季はスキー場)
- 久々野ダム
- 下呂市立尾崎小学校
- 下呂市立萩原北中学校
- JR高山本線 上呂駅

## 別名
- 飛騨位山匠の道サクラ街道（高山市、下呂市）